# Bukovci (Słowenia)
Bukovci – wieś w Słowenii, w gminie Markovci. W 2018 roku liczyła 973 mieszkańców.